# Magyar Függetlenségi Népfront

A Magyar Függetlenségi Népfront jelképe

A Magyar Függetlenségi Népfront (MFN) egy (kényszer)pártszövetség volt a II. világháború utáni Magyarországon.

## Története
A szervezet a Magyar Nemzeti Függetlenségi Frontból alakult annak szétzilálódása után, 1949. február 1-jén. Elnökévé Rákosi Mátyást, titkárává pedig Rajk Lászlót választották meg. A szövetség tagja a Magyar Dolgozók Pártja (MDP) mellett a még működő maradék két demokratikus agrárpárt, a Független Kisgazdapárt (FKGP) és a Nemzeti Parasztpárt (NPP) voltak, valamint az FKGP (egyik) utódpártjának tekinthető Független Magyar Demokrata Párt és a Peyer Károly nevével is fémjelzett Magyar Radikális Párt voltak.
A „szövetség” a szalámitaktikának köszönhetően már abszolút mértékben kommunista dominancia alatt állt, s mivel az 1949-es választásokon a Népfront listáin kívül másra nem is lehetett szavazni (a szavazólapon is csak az ellenszavazatot kellett jelölni), a parlamenti mandátumok 96,2%-át söpörték be. A front előre elosztotta tagjai között a helyeket, az abszolút többség birtokában pedig még abban az évben megalkották a Magyar Népköztársaság Alkotmányát (ezzel véglegesítve Magyarország államformáját, mint Népköztársaságét), illetve a kommunisták felszalámizták a „maradék” pártokat, szervezeteket és a nem kommunista irányítás alatt álló egyéb kezdeményezéseket a szövetségen belül és kívül egyaránt. Az FKGP és az NPP mellett ennek esett áldozatul például Rajk László is. A csakhamar egytagúvá vált „szövetség” jelöltlistája az 1953-as „választáson” már csak MDP-s, illetve pártonkívüli neveket tartalmazott, mint például Bozsik Józsefét, az Aranycsapat jobbfedezetét, az ország egyik legnépszerűbb sportolójáét, akit a rendszer önmaga népszerűsítése végett juttatott be az időközben közjogi értelemben jelentősen lecsökkentett jelentőségű parlamentbe.
A Magyar Függetlenségi Népfront a Rákosi-rendszer gyors bukását követő átszervezések jegyében 1954. október végén (22-24-e között) átalakult a Hazafias Népfronttá.

## Választási eredményei

### 1949-es választás
| Jelölő szervezet                  | Részvételi arány | Választási eredmény |
| --------------------------------- | ---------------- | ------------------- |
| Magyar Függetlenségi Népfront     | 94,7%            | 95,6%               |
| Összes parlamenti képviselő száma | MDP-tag          | Más pártból         |
| 402                               | 285              | 117                 |

A mandátumok megosztása a Népfronton belül a következőképp alakult
| Párt                            | Mandátumok száma | Mandátumok aránya |
| ------------------------------- | ---------------- | ----------------- |
| Magyar Dolgozók Pártja          | 285              | 70,89%            |
| Független Kisgazdapárt          | 62               | 15,42%            |
| Nemzeti Parasztpárt             | 39               | 9,70%             |
| Független Magyar Demokrata Párt | 10               | 2,49%             |
| Magyar Radikális Párt           | 4                | 1,00%             |
| pártonkívüliek                  | 2                | 0,50%             |

### 1953-as választás
| Jelölő szervezet                  | Részvételi arány | Választási eredmény |
| --------------------------------- | ---------------- | ------------------- |
| Magyar Függetlenségi Népfront     | nincs adat       | 98,2%               |
| Összes parlamenti képviselő száma | MDP-tag          | pártonkívüli        |
| 298                               | 206              | 92                  |

### Kiadványok
- Rákosi Mátyás, Dobi István, Erdei Ferenc: A Magyar Függetlenségi Népfronttal hazánk felvirágoztatásáért, 1949, füzet